# Barock'N'Drole
 (avril 2017).
Si vous disposez d'ouvrages ou d'articles de référence ou si vous connaissez des sites web de qualité traitant du thème abordé ici, merci de compléter l'article en donnant les références utiles à sa vérifiabilité et en les liant à la section « Notes et références ».
Singles
1. Je fais ce qui me plait
Sortie : 1999
2. Qui c'est les plus forts ?
Sortie : 2000

Barock'N'Drole est un album de l'acteur français Ticky Holgado et les Clap Shooters, sorti en 1999.

## Autour de l'album
Référence originale : WEA Music 3984 28448 2
L'album propose plusieurs participations parlées d'invités (non crédités) notamment Johnny Hallyday en introduction de la première piste et de Claude Lelouch en fin de troisième piste.

## Liste des titres
| No  | Titre                        | Auteur                 | Durée |
| --- | ---------------------------- | ---------------------- | ----- |
| 1.  | Clapshooters                 | Ticky Holgado - Klap   | 3:13  |
| 2.  | Je fais ce qui me plait      | Holgado - Klap         | 3:21  |
| 3.  | Campagne blues               | Holgado - Bob Brault   | 4:18  |
| 4.  | Elle vivait seule            | Holgado - Klap         | 6:31  |
| 5.  | Le proxénète                 | Holgado - Klap         | 4:17  |
| 6.  | La soupe aux choux           | Holgado - Klap         | 3:01  |
| 7.  | L'amour est un grand mystère | Holgado - Klap         | 3:13  |
| 8.  | J'veux pas la faire          | Holgado - Klap         | 4:35  |
| 9.  | Sois cool avec ta nana       | Holgado - Klap         | 4:36  |
| 10. | Les Brésiliennes             | Holgado - Klap         | 3:15  |
| 11. | Les petits et les vieux      | Holgado - Les Shooters | 3:52  |
| 12. | On est les plus forts        | Holgado - Les Shooters | 3:39  |

## Membres du groupe
- Ticky Holgado : voix
- Paul-Jean Borowsky : claviers, chœurs
- Patrick Dietsch : guitare, chœurs
- Bob Brault : basse
- Bruno Besse : guitare
- Marc Benabou : batterie
- Patrick Bourgoin : saxophone
- Catherine Gringelli : chœurs
- Diane Kulenkamp : chœurs

Technique
- Ingénierie : Bruno Fourrier, Patrice Küng